# Bandera d'Isona i Conca Dellà
La bandera oficial d'Isona i Conca Dellà té la següent descripció:
Bandera apaïsada de proporcions dos d'alt per tres de llarg, truncada per la meitat amb 3 crestes; queda la part superior blanca i la inferior blava, aquesta amb vuit roses grogues disposades 3-2-3.
Les crestes en realitat és una línia ondada de tres ones que representa les dues fonts que figuren a l'escut.

## Història
Va ser aprovada el 30 de maig de 1991 i va ser publicada en el DOGC el 14 de juny del mateix any amb el número 1455.